# Sigwald Bommer
Sigwald Bommer (* 23. Juni 1893 in Dresden; † 11. August 1963 in Greifswald) war ein deutscher Dermatologe. Er erforschte die Wirksamkeit von Ernährungstherapien bei Hautkrankheiten.

## Leben
Bommer studierte ab 1911 Medizin an den Universitäten Gießen, Heidelberg und Frankfurt am Main. In Gießen war er Mitglied des Corps Teutonia. Während des Ersten Weltkriegs arbeitete er als Feldhilfsarzt. 1919 erhielt er die Zulassung als Arzt. Zunächst war er 1920 Volontärassistent am Städtischen Krankenhaus in Mannheim, dann bis 1921 Assistent am Samariterhaus in Heidelberg, wo er promoviert wurde.  Danach arbeitete er drei Jahre von 1922 bis 1924 als Assistenzarzt an der Universitätshautklinik in Heidelberg.
1925 ging er an die Universitätshautklinik Gießen, wo er sich 1928 habilitierte. Dort arbeitete er unter der Leitung von Albert Jesionek, mit dem er ab 1928 die von Max Gerson entwickelte Therapie auf ihre Wirksamkeit bei Lupus vulgaris (Hauttuberkulose) untersuchte. Tatsächlich konnte er bei über 600 Patienten die Heilung durch Ernährungsumstellung beobachten. Für die Behandlung anderer Hautkrankheiten entwickelte Bommer darauf eigene Ernährungstherapien. 
1931 wurde er wissenschaftlicher Mitarbeiter bei Ferdinand Sauerbruch an der Universitäts-Hautpoliklinik der Charité in Berlin, 1935 Oberarzt und 1938 außerordentlicher Professor für Dermatologie an der Friedrich-Wilhelm-Universität. 1939 wurde er beratender Ernährungsarzt an den Kliniken der Universität. Ab 1940 war er Leiter der Universitäts-Hautpoliklinik.  Als Dekan leitete er später auch die Medizinische Fakultät. 
Bereits 1933 war Bommer in die SA eingetreten. 1934 wurde er zum Beauftragten für Tuberkuloseernährung der „Reichsarbeitsgemeinschaft für Volksernährung“ ernannt. Am 11. Oktober 1937 beantragte er die Aufnahme in die NSDAP und wurde rückwirkend zum 1. Mai desselben Jahres in die Partei aufgenommen (Mitgliedsnummer 4.830.769), mit deren Hilfe er das 1938 Institut für Ernährungslehre gründete, das er ab 1941 leitete. Daneben wurde er 1941 Beauftragter für Ernährungsfragen der Reichsleitung Deutsche Arbeitsfront (Amt Gesundheit und Volksschutz). Sigwald Bommer war Mitglied im Nationalsozialistischen Deutschen Ärztebund, im Nationalsozialistischen Deutschen Dozentenbund, im Reichsbund der Deutschen Beamten, bei der Nationalsozialistischen Volkswohlfahrt und im Nationalsozialistischen Lehrerbund. Bei dem Bevollmächtigten für das Gesundheitswesen Karl Brandt war Bommer 1944 Angehöriger des wissenschaftlichen Beirates.
1950 wurde er Ordinarius für Dermatologie an der Universität Greifswald und blieb bis 1962 in dieser Funktion. Von 1953 bis 1956 war er Dekan der Medizinischen Fakultät. 1956 wurde er Mitglied der Deutschen Akademie der Wissenschaften zu Berlin in den Sektionen Ernährung und Dermatologie. Ab 1957 gehörte er dem wissenschaftlichen Beirat der Internationalen Gesellschaft für Nahrungs- und Vitalstoff-Forschung an. 1959 wurde er nebenamtlicher Direktor des Bereichs Klinische Physiologie der Ernährung am Institut für Ernährungsforschung in Potsdam-Rehbrücke. 1963 wurde er zum Direktor des Instituts ernannt, starb jedoch im selben Jahr.

## Werke
- Die Ernährung der Griechen und Römer. Müller, Planegg 1943 (Digitalisat).